# Yoshimasa Hayashi

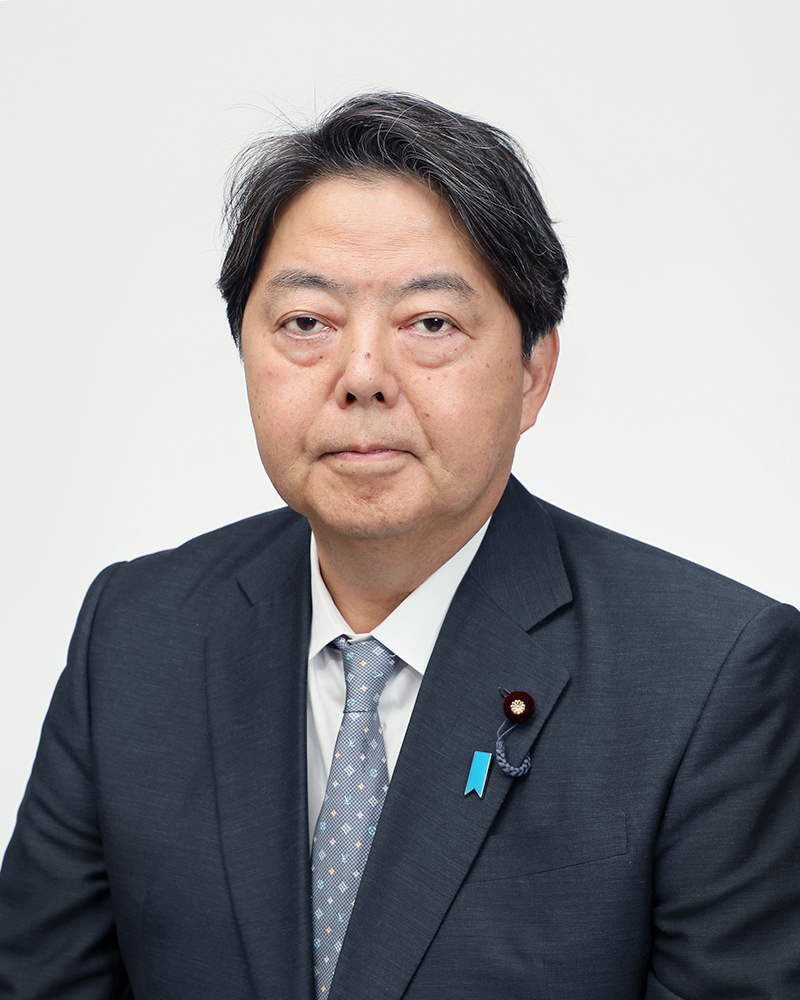
Yoshimasa Hayashi (2023)

Yoshimasa Hayashi (jap. 林 芳正 Hayashi Yoshimasa; * 19. Januar 1961 in Shimonoseki, Präfektur Yamaguchi) ist ein japanischer Politiker der Liberaldemokratischen Partei (LDP), Abgeordneter im Shūgiin, dem Unterhaus des nationalen Parlaments, für den Wahlkreis Yamaguchi 3 und seit Dezember 2023 Leiter des Kabinettssekretariats. Von 2021 bis 2023 war er Außenminister. Vor seinem Kammerwechsel 2021 war er seit 1995 Abgeordneter im Sangiin für Yamaguchi und in dieser Zeit unter anderem Verteidigungs-, Landwirtschafts- und Bildungsminister. In der LDP gehörte er zuletzt der Kishida-Faktion an.

## Leben
Hayashi wurde 1961 als ältester Sohn des Shūgiin-Abgeordneten und späteren Gesundheits- und Finanzministers Yoshirō Hayashi geboren. Sein Großvater Keisuke war ebenfalls im Shūgiin, sein Urgroßvater Heishirō Mitglied des Kizokuin, des japanischen Herrenhauses.
Nach dem Abschluss seines Studiums der Rechtswissenschaft an der Universität Tokio 1984 arbeitete Hayashi zunächst für Mitsui Bussan, wo er für die Rohstoffabteilung Tabak mehrfach im Ausland eingesetzt wurde. 1989 wechselte er zu Sanden Kōtsū K.K., dem Busunternehmen seiner Familie in Shimonoseki, ein Jahr später dann zu Yamaguchi Gōdō Gas K.K., ebenfalls ein Unternehmen der Hayashi-Familie. Von 1991 bis 1994 absolvierte Hayashi ein Graduiertenstudium an der Harvard Kennedy School. Zwischenzeitlich arbeitete er als Sekretär für seinen Vater, als dieser von 1992 bis 1993 Finanzminister war. Auch nach seiner Rückkehr nach Japan 1994 arbeitete er als Sekretär für seinen Vater.
Bei der Wahl am 23. Juli 1995 wurde Hayashi für die Präfektur Yamaguchi (ein Abgeordneter pro Wahl) ins Sangiin gewählt, wo er in verschiedenen Ausschüssen, vorübergehend auch als stellvertretender Generalsekretär der LDP-Fraktion tätig war. Von 1999 bis 2000 war Hayashi unter Premierminister Keizō Obuchi parlamentarischer Staatssekretär (seimujikan) im Finanzministerium. 2001 verteidigte er sein Abgeordnetenmandat deutlich mit 428.122 der 739.426 abgegebenen Stimmen. 2004 übernahm er den Vorsitz im Ausschuss für Außen- und Verteidigungspolitik.
Premierminister Shinzō Abe ernannte Hayashi im 2006 zum Staatssekretär (fuku-daijin) im Kabinettsbüro. 2007, nach seiner erneuten Wiederwahl als einer von nur 6 Abgeordneten der Regierung in den Einzelwahlkreisen, wurde er stellvertretender Vorsitzender des Politikforschungsrats (PARC) und Sprecher der Regierungsseite (hittō riji) im Haushaltsausschuss. Im August 2008 berief ihn Premier Yasuo Fukuda als Verteidigungsminister in sein Kabinett. Im September 2008 ersetzte ihn Tarō Asō durch Yasukazu Hamada. Am 2. Juli 2009 berief Asō Hayashi zum Staatsminister für Wirtschafts- und Finanzpolitik in sein Kabinett.
Im September 2012 kandidierte Hayashi für den Parteivorsitz, unterlag aber im ersten Wahlgang Shinzō Abe und Shigeru Ishiba. In Abes zweitem Kabinett wurde er im Dezember 2012 Minister für Landwirtschaft, Forsten und Fischerei. Bei der Sangiin-Wahl 2013 wurde Hayashi ohne Gegenkandidat der größeren Parteien gegen zwei Herausforderinnen von KPJ und HRP mit fast 80 % der Stimmen für eine vierte Amtszeit wiedergewählt. Im Zusammenhang mit dem Walfang in der Antarktis bekräftigte er 2013, dass dieser eine lange Tradition in Japan habe. Und wegen ebendieser „langen Tradition und Kultur“ werde das Land niemals den Walfang einstellen. Bei einer Kabinettsumbildung im September 2014 wurde Hayashi als Landwirtschaftsminister durch Kōya Nishikawa abgelöst.
Bei der dritten Umbildung des dritten Kabinetts Abe wurde Hayashi Minister für Bildung, Kultur, Sport, Wissenschaft und Technologie und blieb bis zu einer Kabinettsumbildung im Oktober 2018 im Amt. Bei der Sangiin-Wahl 2019 errang Hayashi mit 70 % der Stimmen seinen fünften Wahlsieg.
Im August 2021 trat Hayashi als Abgeordneter für einen bei der bevorstehenden Wahl im Wahlkreis Yamaguchi 3 geplanten Wechsel ins Shūgiin zurück. Er setzte sich mit Dreiviertelmehrheit gegen Fumiko Sakamoto (KDP), eine ehemalige Kommunalabgeordnete von Meguro, durch. Anschließend wurde Hayashi im zweiten Kabinett Kishida Außenminister, nachdem Amtsvorgänger Toshimitsu Motegi als Generalsekretär in die Parteiführung gewechselt war. Er blieb bis zur Kabinettsumbildung im September 2023 im Amt. Als schon im Dezember 2023 vier Minister aus der Abe-Faktion skandalbedingt zurücktraten, kehrte er ins Kabinett zurück und ersetzte Hirokazu Matsuno als Chef des Kabinettssekretariats. 2024 kandidierte er bei der Wahl des LDP-Vorsitzenden in einem Rekordfeld aus neun Kandidaten für Kishidas Nachfolge und schied im ersten Wahlgang auf dem vierten Platz aus; anschließend wurde er von Wahlsieger Shigeru Ishiba ins nachfolgende Kabinett Ishiba I übernommen.
Bei der Shūgiin-Wahl 2024 verteidigte Hayashi seinen Sitz mit Zweidrittelmehrheit und wurde wie fast alle wiedergewählten Minister erneut ins zweite Kabinett Ishiba ernannt.